# グアダレーテ河畔の戦い
グアダレーテ河畔の戦い（グアダレーテかはんのたたかい、英語: Battle of Guadalete）は、711年にスペイン南部のヘレス付近で起きた、ウマイヤ朝のアラブ・ベルベル軍と西ゴート王国軍の間で起きた戦い。西ゴート王のロデリック率いる西ゴート軍は、ベルベル人の部将ターリク・イブン・ズィヤードのムスリム軍に敗れ、ロデリックは戦死。首都トレドが陥落した西ゴート王国は滅亡した。この戦いがイスラームによるイベリア半島の征服の第一歩とされる。

## 背景
西ゴート王キンダスウィントの子、デオデウレードの子として生まれたとされるロデリックは、父の流刑と共にコルドバで育った。後にイベリア半島南端のバエティカ伯となったロデリックは、有力貴族の後押しを受けてクーデターを起こし、ウィティザ王から王位を奪った。ウィティザ王の死は暗殺とも言われている。
ロデリックの統治は710～711年とも、711～712年とも言われている。クーデターで政権を掌握したため、国内には反対勢力が多く、権力基盤は不安定だった。グアダレーテ河畔の戦いで裏切り者が多く出た原因もここにある。史料や現存する西ゴート王国の系図によると、王国南西部を支配したロデリックに対し、ウィティザの子アギラ2世が王国北東部を治めており、両者は対立関係にあった。しかし、南部からのムスリムの侵攻への対応にロデリックは忙殺されており、表立った紛争にまでは至らなかったと思われる。
グアダレーテ河畔の戦いに先立ち、アフリカ北岸のマグリブには、ウマイヤ朝の北アフリカ総督ムーサー・イブン・ヌサイル率いるムスリム軍が勢力を伸ばしていた。705年（もしくは706年）にはタンジール（モロッコ）がムスリム軍のベルベル人の手に落ち、イベリア半島南部の街々はアフリカから海を渡って侵攻を繰り返すムスリム軍の断続的な攻撃に悩まされるようになっていた。

## 発端
ロデリックは711年（一説では712年）春に、軍を率いてイベリア半島北部のバスク人征伐に向かった。マグリブのウマイヤ朝勢力は、こうした西ゴート王国の内情を知ると、本格的なイベリア半島出兵を決め、ムーサー配下のベルベル人部将ターリク・イブン・ズィヤードは、ジブラルタル海峡のアフリカ側のセウタを治める西ゴート貴族ユリアヌスの手引きで海峡を渡り、711年4月29日にイベリア半島最南端の岩山に上陸する。この岩山はのちにアラビア語で「ジャバル・アル・ターリク（ターリクの岩）」と呼ばれ、ジブラルタルの語源となる。アラブ人地理学者のイドリースィーによると、ジブラルタルに上陸したターリクは、乗ってきた船を焼き払ったという。ムスリム軍の侵攻を知ったロデリックはバスク討伐の軍を引き返し、イベリア半島南端に向かった。

## 戦闘の推移

### 日にち

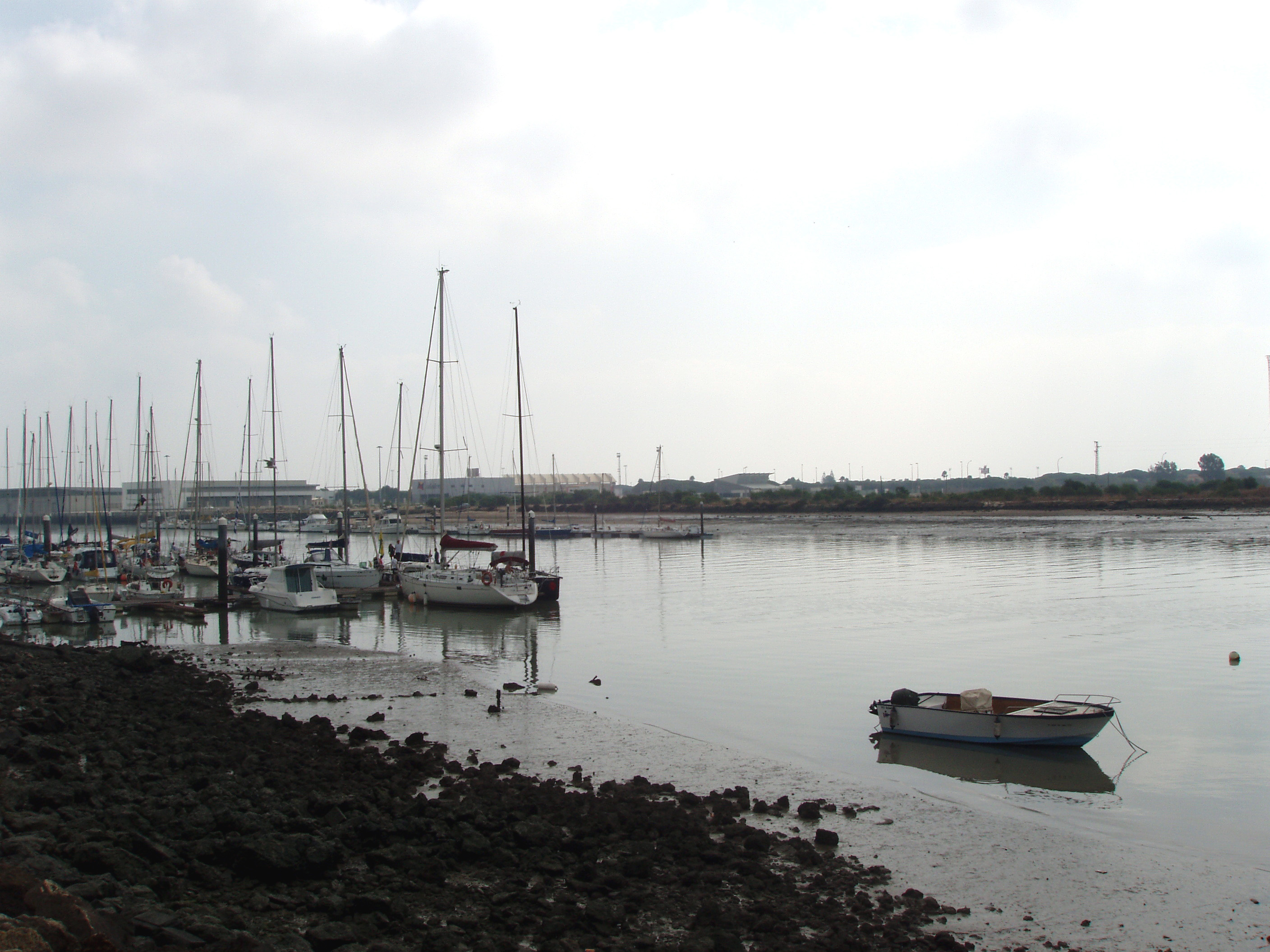
現在のエル・プエルト・デ・サンタ・マリアにあるグアダレーテ川河口

戦闘が行われた日にちについては、未だに議論があり決着がついていない。これまで711年とされることが多かったが、キリスト教側史料「754年の年代記」は712年としている。後年のアラブ側の史料の中には、より詳細に7月25日もしくは26日と記しているものもある。アメリカの歴史学者デービッド・ルイスは、711年7月19日に戦闘が行われたとしている。

### 兵力
ターリク率いるムスリム軍は7千のベルベル騎兵から成り、ジブラルタル上陸後にムーサーは更に5千の援軍を送ったとされる。全軍1万2千人の大部分はベルベル人で、中東から参加したアラブ人は高級将校や近衛兵ら300人ほどに過ぎなかったという。一方の西ゴート軍は、ムスリム軍の侵攻に対抗するために、一説によると10万人の兵を集めたと言われるが、近年の研究ではムスリム軍をやや上回る程度だったとされる。ルイスは西ゴート軍を3万3千人と推定している。同じゲルマン系である北方のフランク王国と違い、比較的平和な時代が長かった西ゴート王国は、国家体制そのものが戦時向きではなかった。国内の25の有力貴族一門がそれぞれの家臣を連れて王の下に馳せ参じ、騎兵部隊を構成した。西ゴート軍の大部分は徴兵された貧しい農民や奴隷らから成る歩兵部隊で、斧や棍棒、大鎌、投石器などで武装していたが、士気も低く訓練も行き届いていない烏合の衆だった。

### 前哨戦
7月中旬、西ゴート軍はイベリア半島南部のカディス付近に到達した。敵の接近を聞いたムスリム軍は、カルタヘナから西進し、グアダレーテ川近くのメディナ＝シドニアの郊外の丘陵地帯に宿営した。ルイスによると、バルバテ川とグアダレーテ川の間のラ・ハンダ湖近くで小競り合いが1週間近く続いた後、両軍はグアダレーテ川の河口付近で相まみえたという。戦場の正確な位置については、はっきりとしたことは分かっていない。開戦前のこの小競り合いの期間に、ロデリックの王位継承に不満を持つ一部の貴族たちがターリクに接触し、不戦の密約を交わした。

### 戦闘
7月下旬、戦端が開かれた（ムスリム側史料だと7月19日）。ムスリム軍は高台の宿営地に沿うように防御的な陣形を敷いた。重騎兵とベルベル軽騎兵から成る騎兵はいくつかの部隊に分けられ、歩兵の横列の後方に待機した。騎兵が歩兵の戦列を追い越して敵陣に対して一撃離脱戦法をとれるように、歩兵の戦列には所々に騎兵が出入り出来る隙間が設けられた。対する西ゴート軍は、前列に貴族らの騎兵が並び、その後ろに歩兵が3列になって布陣した。
午前中は西ゴート軍の騎兵が数度にわたってムスリム軍に攻撃を仕掛けたが、その都度ムスリム軍は弓兵や騎兵の反撃でこれらをしのいだ。ロデリックは全軍に総攻撃を命じ、西ゴート軍中央は敵陣へ突撃したが、右翼か左翼、もしくはその両方が後に続くことを拒否した。一説では、ターリクと通じていた右翼の指揮官が王を見捨てて退却したとも言われる。「754年の年代記」は、ロデリックを見捨てた貴族らを「ウィティザの息子たち」と記している。西ゴート軍騎兵の裏切りで西ゴート軍の戦列に間隙ができると、ターリクは孤立した西ゴート軍中央に騎兵突撃をかけ、歩兵も敵本陣に殺到した。3方向から包囲されたロデリックは完全に不意を突かれた。乱戦の中で王が落命したという噂が駆け巡り、意気阻喪した西ゴート軍は後方のグアダレーテ川の方向に向けて敗走を始めた。しかし流れが速い上に川幅も広く、多くの西ゴート兵が溺れ死んだ。
ロデリックの行方は分からず、王の馬の死体だけが堤防の泥の上に横たわっていた。また、王のブーツの片足だけが見つかったという。ロデリックを裏切り戦場に置き去りにした貴族らは、ロデリックを戦場でムスリムの手によって亡き者にして実権を握ろうと企てていたが、その企図は裏目に出て、その多くが乱戦中や退却中に戦死した。ムスリム軍の犠牲も小さくはなく、戦死者数約3千人とする史料もある。ロデリックの寡婦エギロナは後にムーサーの息子と結婚した。

## その後
西ゴート軍を破ったウマイヤ朝軍は、西ゴート王国の首都トレドを陥落させ、多くの西ゴート貴族を処刑した。ムーサーは1万8千のウマイヤ朝軍と共にイベリア半島に上陸し、ムスリム勢力は716年までに半島のほとんどを征服した。西ゴート王国は急速に崩壊し、一部の残党が抵抗を続けたが718年に滅亡した。同年、西ゴート王国の貴族ペラーヨはイベリア半島北西部に逃れて現地のアストゥリアス人勢力と結び、アストゥリアス王国を建国。この年がキリスト教徒によるレコンキスタ（国土回復運動）の始まりとする説もある。

## 伝説
ロデリックとグアダレーテ河畔の戦いを巡る伝承として有名なのが、セウタ総督ユリアヌスの娘の伝説である。セウタを守る西ゴート貴族ユリアヌス（スペイン語名はフリアン）には娘のフロリンダがおり、当時のしきたりに従い、教育と花婿探しのために首都トレドの宮廷に送っていた。ロデリックは彼女の美しさに目をつけ、彼女を無理やり陵辱した。ユリアヌスはこれに憤激し、復讐のためにムスリム軍を呼び込んで西ゴート王国を攻撃させようとした。ターリクはこの誘いに乗り、ユリアヌスは多数所有していた商船にターリクの軍勢を乗せてジブラルタル海峡を渡したという。
この伝説は、ウォルター・スコットの『ドン・ロデリックの幻想』（1811年）、ウォルター・サヴェイジ・ランドーの『フリアン伯爵』（1812年）、ロバート・サウジーの『ゴート族最後の王ロデリック』（1814年）など、後世の文学的題材になった。また、ヘンデルの『ロドリーゴ』、アルベルト・ヒナステラの『ドン・ロドリーゴ』など、オペラのモチーフにもなった。